# Ben Rottiers
Benvenuto (Ben) Rottiers (Ekeren, 29 mei 1958) is een Belgisch acteur. Hij is vooral bekend van zijn rollen als Ben Van der Venne in Familie en Pol De Tremmerie in de sitcom F.C. De Kampioenen. Laatstgenoemde vertolkte hij 26 jaar. 

## Levensloop
Eerst studeerde hij sportwetenschappen aan de Vrije Universiteit Brussel (VUB), maar hij maakte de switch naar Studio Herman Teirlinck in Antwerpen. Rottiers heeft 15 jaar in het Koninklijk Jeugdtheater (KJT) gespeeld. Sinds enkele jaren is hij vast verbonden aan het theatergezelschap De Komedie Compagnie.
Rottiers is vooral bekend om zijn rollen in Familie en F.C. De Kampioenen. In Familie vertrok hij als Ben Van der Venne naar Afrika en in F.C. De Kampioenen kwam hij als Pol De Tremmerie terug uit Afrika. Rottiers verving de ontslagen Walter Michiels. Hij speelde ook een gastrol in Flikken en de rol van Mikal in Het witte bloed van Kiekeboe. Verder speelde hij kleine rollen in onder andere Bompa (als Filip Vleugels) en Binnenstebuiten op VTM.
Bij de Belgische Kamerverkiezingen van 2014 kwam Rottiers op voor de PVDA+, waarvoor hij op de 8ste plaats stond op de Antwerpse lijst. Rottiers kreeg 2030 voorkeurstemmen, maar raakte niet verkozen. Bij de lokale verkiezingen in 2018 was Rottiers kandidaat voor de stad Antwerpen, maar hij raakte er niet verkozen.
Daarnaast is hij trainer van een jeugdkorfbalploeg, vader van twee kinderen en huisman.

## Filmografie
- Televisieseries
  - De Strangorianen (1991), als agent
  - Bompa (1989-1994), als Philippe Vleugels
  - Familie (1992-1994), als Ben Van der Venne
  - F.C. De Kampioenen[15] (1994-2011), als Pol De Tremmerie
  - Deman (1998), Dirk
  - Flikken (1999), gastrol: arme man
  - Flikken (2001), vader
  - Oei (2001)
  - Kinderen van Dewindt (2008)
  - Binnenstebuiten (2013), als Francis Johannsen
  - Loezers (2018), rij-instructeur
  - F.C. De Kampioenen Kerstspecial (2020) – Pol De Tremmerie
  - Voor altijd Kampioen! (2021) - zichzelf
- Films
  - Voor de glimlach van een kind (1982), stem
  - Het zilveren hoekske (1989), Eric
  - Het Witte Bloed (1992),[16] als Mikal Van Hikkel
  - God, verdomme!? (1996)
  - Left Luggage (1998)[17],  verzetsstrijder
  - Karel is Karel (2000)
  - F.C. De Kampioenen: Kampioen zijn blijft plezant (2013),[18] als Pol De Tremmerie[19]
  - F.C. De Kampioenen 2: Jubilee General (2015), als Pol De Tremmerie
  - F.C. De Kampioenen 3: Forever (2017), als Pol De Tremmerie
  - F.C. De Kampioenen 4: Viva Boma (2019), als Pol De Tremmerie
- Muziekvideo's
  - Wij willen voetballen – Samson en Gert (1998), als Pol De Tremmerie